# Las Nieves
För andra betydelser, se Las Nieves (olika betydelser).
Las Nieves (Bayan ng Las Nieves) är en kommun i Filippinerna. Kommunen ligger på ön Mindanao, och tillhör provinsen Agusan del Norte. Folkmängden uppgår till 28 414 invånare år 2015.

## Barangayer
Las Nieves är indelat i 20 barangayer.
| - Ambacon - Bonifacio - Consorcia - Katipunan - Lingayao - Malicato - Maningalao - Marcos Calo - Mat-i - Pinana-an | - Poblacion - San Isidro - Tinucoran - Balungagan - Eduardo G. Montilla (Camboayon) - Durian - Ibuan - Rosario - San Roque - Casiklan |